# Glücksburg (Ostsee)

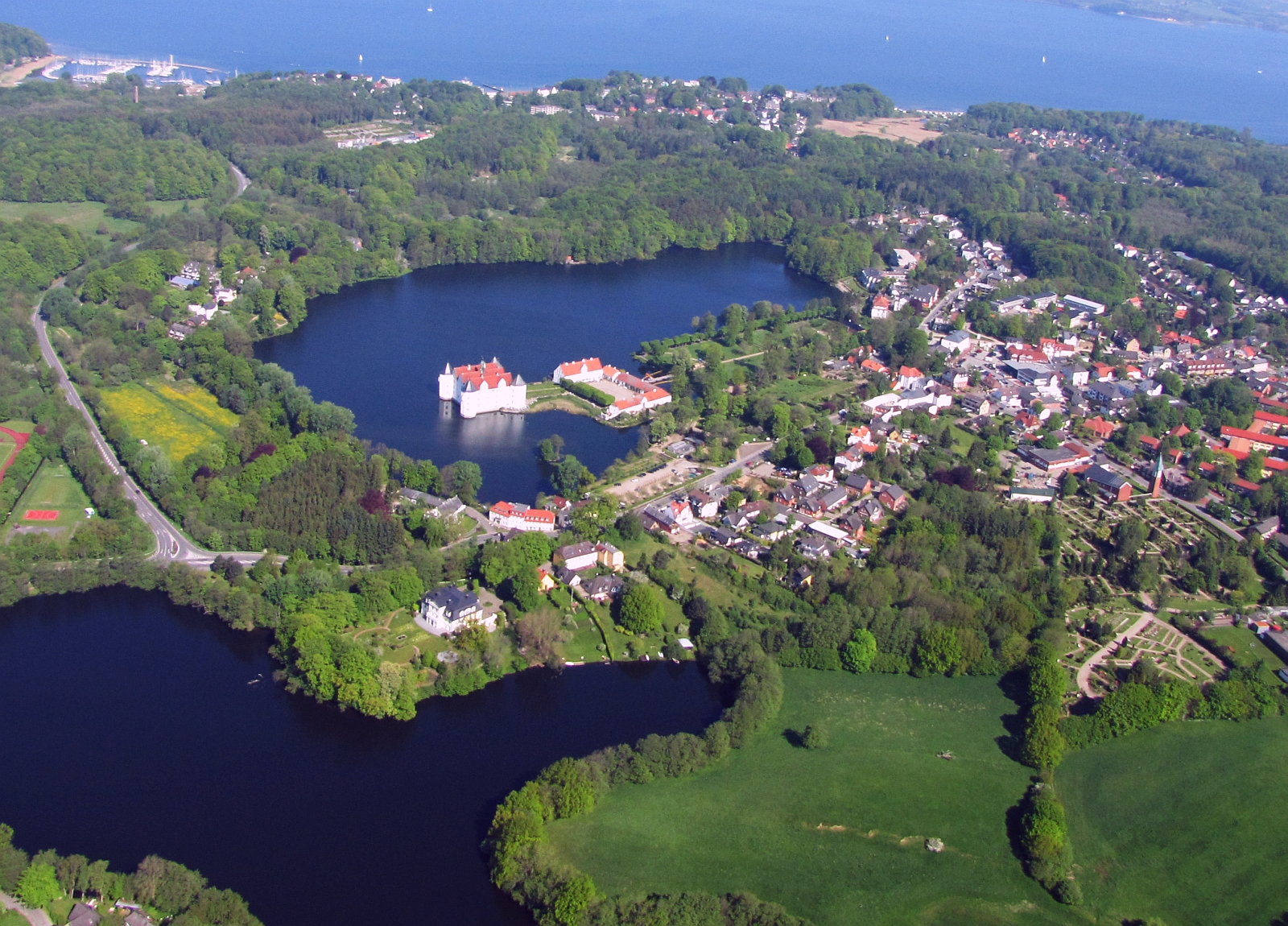
Luftbild Stadt Glücksburg (Ostsee) an der Flensburger Förde mit dem Glücksburger Wasserschloss – Foto 2012

Glücksburg (dänisch: Lyksborg, plattdeutsch: Glücksborg) ist eine Kleinstadt in Schleswig-Holstein an der Flensburger Förde. Sie ist die nördlichste Stadt Deutschlands.

## Geographie

### Geographische Lage
Das Stadtgebiet von Glücksburg erstreckt sich nordöstlich von Flensburg an der nach dem Nachbarort benannten Förde im Bereich der naturräumlichen Haupteinheit Angeln (Nr. 700).

### Stadt- und Ortsteile
Siedlungsgeographisch gliedert sich das Stadtgebiet von Glücksburg in die (vermessungs-)amtlich erfassten Wohnplätze des Stadtkerns gleichen Namens (dänisch Lyksborg) und die Stadtteile Bremsberg (dänisch Bremsbjerg), Sandwig (dänisch Sandvig) (mit Quellental (dänisch Kildedal)), sowie Ulstrupfeld (dänisch Ulstrupmark).
Ergänzt wird der obige städtische Kernbereich durch verschiedene Siedlungen ländlichen Typs wie das Dorf Bockholm (dänisch Bogholm), die Hofsiedlung Brusmark, die Häusergruppen Drei (dänisch Draget), Kobbellück (dänisch Kobbelløk) und Schausende (dänisch Skovsende), die Häusersiedlung Meierwik (dänisch Mejervig), sowie den Ortsteil Schwennau (dänisch Svendå).
Weitere Siedlungen sind: Alt-Glücksburg, Holnis (dänisch Holnæs), Iskiersand (dänisch Eskærsande) (wird mit dem benachbarten Munkbrarup geteilt), Mittkoppel (dänisch Midtkobbel), Neufeld (dänisch Nymark), Rüdeheck (dänisch Rydeled), Ruhetal, Schiedenhohlweg (dänisch Skidehulvej), Schauenthal (dänisch Skovdal) und Wahrberg (dänisch Vaarbjerg).

### Nachbargemeinden
Unmittelbar an Glücksburg angrenzende Gemeindegebiete sind (im Uhrzeigersinn im Osten beginnend) Munkbrarup (mit Bockholmwik), Wees und Flensburg.

### Naturbereiche
Im nordöstlichen Bereich Glücksburgs liegt die Halbinsel Holnis (Holnæs) mit ihrer Steilküste und einer Salzwiese mit einer bedeutenden Brutkolonie für Seevögel. Die gesamte Halbinsel, die sich etwa fünf Kilometer in nordöstlicher Richtung in die Flensburger Förde erstreckt, steht teilweise unter Naturschutz.
In Glücksburg befinden sich mehrere Erhebungen. Zwei Erhebungen im Stadtkern des Ortes sind der Jungfernberg (Jomfrubjerg) und der Kegelberg (Keglebjerg). die höchste Erhebung des Ortes ist mit über vierzig Metern der Bremsberg.

## Geschichte
Aus der Jungsteinzeit stammen die vier Großsteingräber bei Glücksburg und das Großsteingrab Bockholm.
Im Mittelalter entwickelte sich das kleine Dorf Skovby (etwa Walddorf) in der Gegend des heutigen Hindenburgplatzes.
Weitere Besiedelung erfuhr die Gegend durch die Gründung des Zisterzienserklosters Rüde, Rus Regis (lateinisch für „Landbesitz des Königs“, auch Rudekloster genannt) im Jahre 1209, das zunächst als Michaeliskloster in Schleswig und dann in Guldholm bei Böklund gelegen hatte. Die Zisterzienser stauten die Munkbrarupau zum Mühlenteich an. Zum Kloster Rüde gehörten ein umfangreicher Landbesitz im unmittelbaren Umland sowie einiger Streubesitz. Ortsbezeichnungen mit Munk (dänisch für Mönch) wie zum Beispiel Munkbrarup, Munkwolstrup (Gemeinde Sankelmark) oder Munkmühle (bei Rinkenis (dänisch Rinkenæs) am anderen Ufer der Flensburger Förde) weisen noch auf diese Verbindung hin.

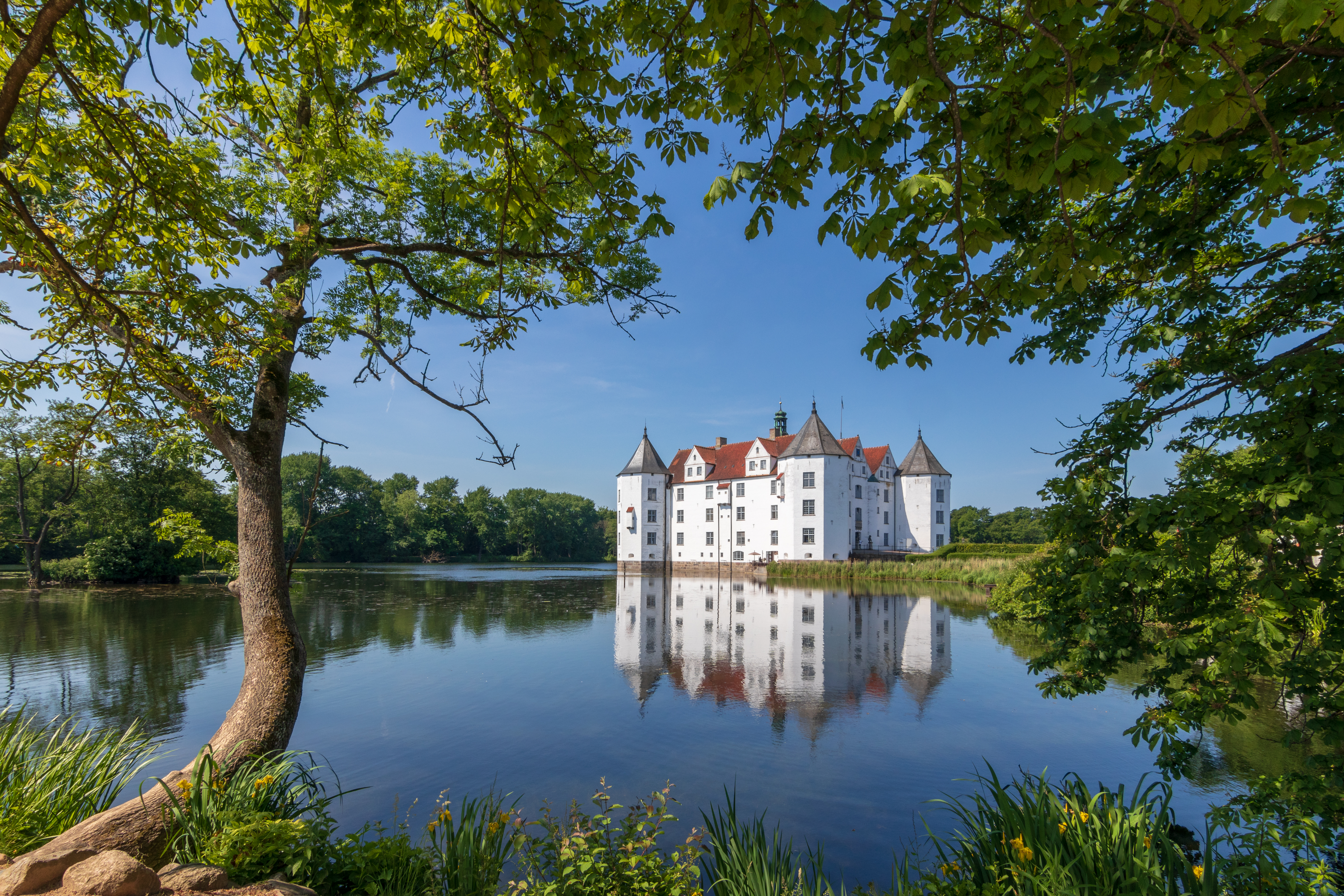
Schloss Glücksburg

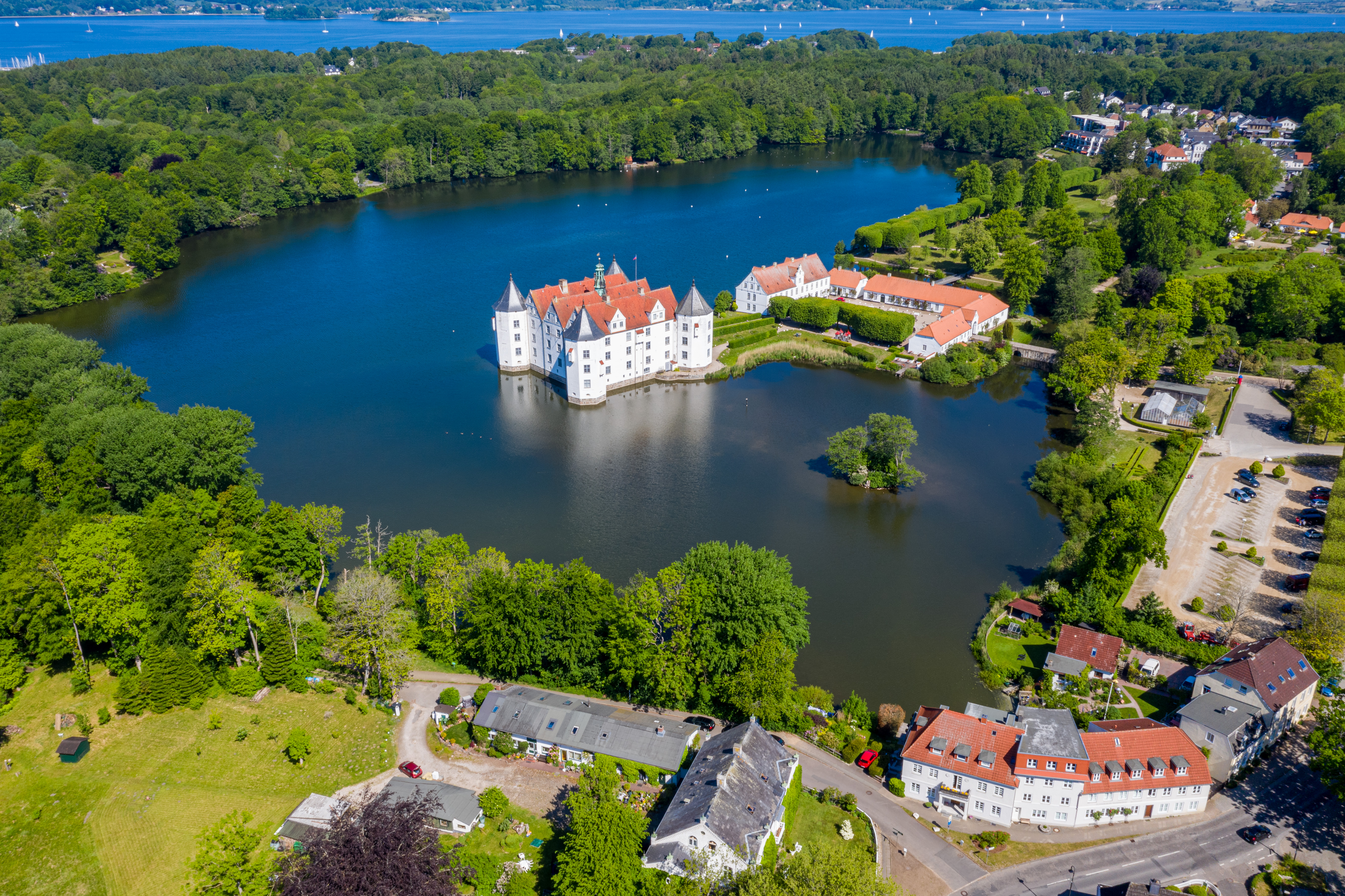
Luftaufnahme des Schlosses

Nach der Reformation wurde das Kloster aufgehoben. Der Besitz fiel bei der Landesteilung 1544 zunächst an Herzog Johann den Älteren und nach dessen Tod 1581 an dessen Neffen Johann den Jüngeren, der seine Hauptresidenz von Sonderburg (dänisch Sønderborg) hierher verlegte und dessen Motto Gott gebe Glück mit Frieden lautete. Er ließ die Klostergebäude abtragen und aus dem Baumaterial ein Wasserschloss errichten – bis heute eines der berühmtesten in ganz Deutschland. Anschließend wurde der Schlosssee aufgestaut, in dem die Fundamente des Klosters und der alte Friedhof der Mönche versanken. Aus der Klosterzeit stammen in Glücksburg vielleicht noch die Gewölbe der alten Klosterschänke in der Großen Straße und die alten Eiben in der Rathausstraße 36.
Die kleine Siedlung, die um das Schloss entstand, wurde als Glücksburg bezeichnet. Das Adelsgeschlecht der Glücksburger (Schleswig-Holstein-Sonderburg-Glücksburg), das bis heute die Könige von Dänemark (seit 1863) und Norwegen (seit 1905) stellt und von 1863 bis 1973 auch in Griechenland, ist eine Linie des Hauses Oldenburg. Nach dem Tod des „abgeteilten Herzogs“ Johann im Jahr 1622 waren seine Besitztümer unter fünf Söhnen verteilt worden. Der westliche Teil mit dem alten Klostergut, dem Schloss Glücksburg und dem nördlich der Flensburger Förde gelegenen Landesteil im Sundewitt (dänisch Sundeved) kam an Herzog Philipp, der damit die ältere Sonderburg-Glücksburger Linie begründete. Diese starb im Jahre 1779 aus. Damit löste sich das letzte der abgeteilten Sonderburger Herzogtümer auf. Bis 1825 blieb Glücksburg noch Witwensitz der letzten Herzogin, dann wurde es vom dänischen König dem hochadligen Offizier Wilhelm von Sonderburg-Beck übertragen, der einer jüngeren und zu diesem Zeitpunkt nicht mehr regierenden Nebenlinie des 1667 in Konkurs geratenen Sonderburger Haupthauses entstammte (ebenso wie die Augustenburger). Damit ging der Name Glücksburg auf diese Linie des oldenburgischen Hauses über, die später mit Christian IX. den dänischen Königsthron übernahm.
In den 1850er-Jahren war Glücksburg die bevorzugte Sommerresidenz des dänischen Königs Friedrich VII., des letzten Sprosses des älteren Mannesstamms des oldenburgischen Königshauses. Glücksburg hatte sich inzwischen zu einem Flecken entwickelt, der gewohnheitsrechtlich über einige Handels- und Gewerbefreiheiten verfügte. Nach dem plötzlichen Tod des Königs auf Schloss Glücksburg 1863 trat der schon 1852 nominierte Christian von Holstein-Sonderburg-Glücksburg die Nachfolge an. Bereits 1864 brach jedoch der Deutsch-Dänische Krieg zwischen Dänemark auf der einen und Preußen und Österreich auf der anderen Seite aus, und Glücksburg wurde wie das gesamte Herzogtum Schleswig preußisch. 1871 wurde Glücksburg Teil des Deutschen Reichs und blieb dies auch nach der Volksabstimmung in Schleswig von 1920. Der Flecken Glücksburg erhielt am 1. April 1900 das Stadtrecht.
Seit der Kaiserzeit existiert in Glücksburg-Sandwig ein florierendes Strandbad.

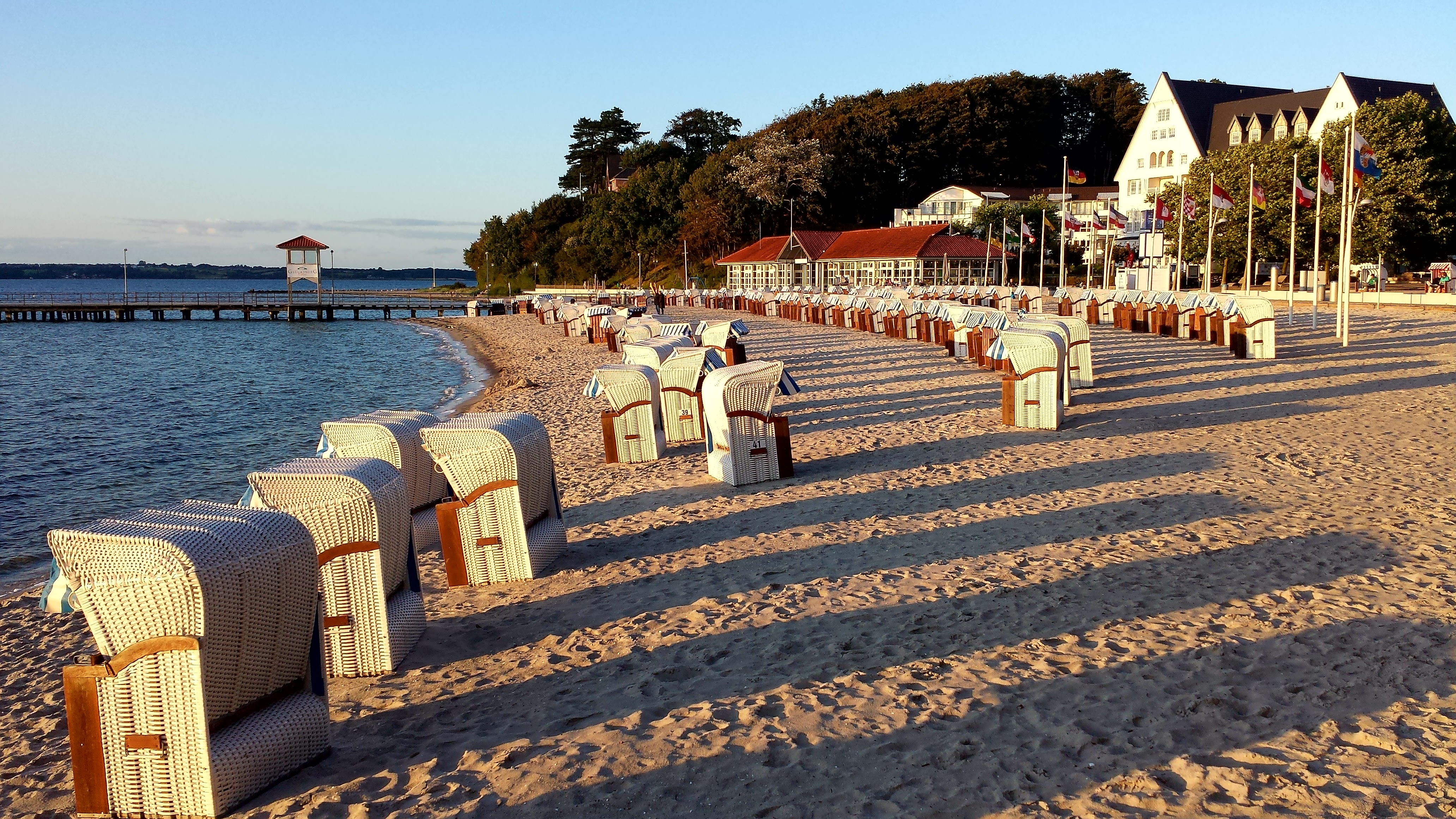
Der Glücksburger Kurstrand am Abend

Die Stadt Glücksburg investierte seit den 1960er Jahren in den „Stadtausbau-Ost“, womit der spätere Ortsteil Bremsberg entstand. Heute leben rund um die namensgebende Anhöhe Bremsberg (40 m) bis zu 1000 Einwohner. 1995 wurde hier das artefact eingeweiht, ein Zentrum für angewandte Technik und Entwicklungszusammenarbeit. Der sogenannte Power Park an der Westseite des Hügels widmet sich dem Umweltmanagement, den erneuerbaren Energien und dem „technologischen Fortschritt in der Nutzung von Energieressourcen“. Seit den 2000er Jahren wird der Stadtteil Bremsberg weiterhin stark ausgebaut.

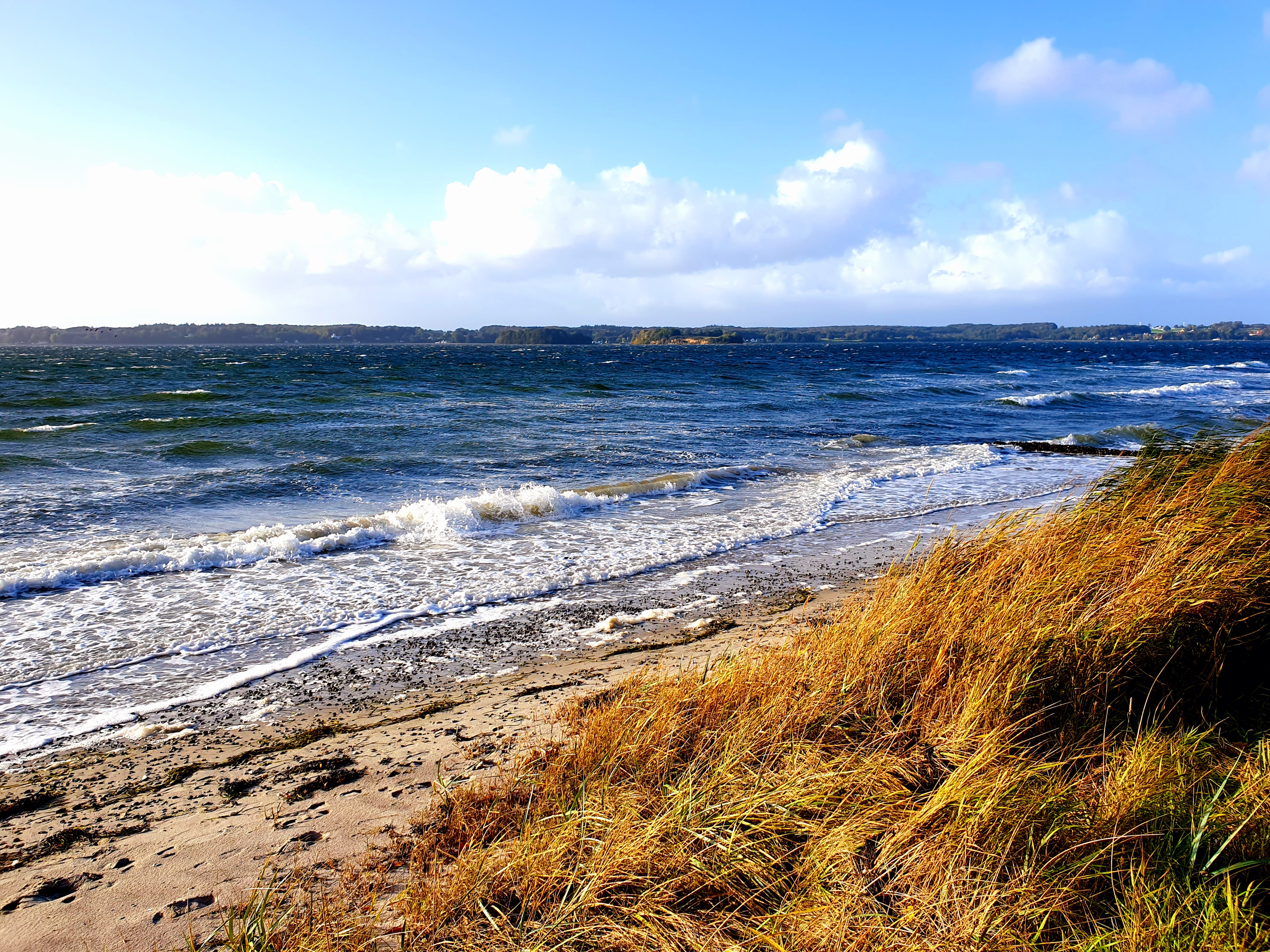
Der Strand von Glücksburg-Sandwig bei Westwind

Seit Dezember 2016 hat Glücksburg zweisprachige Ortsschilder; unter dem deutschen Glücksburg steht das dänische Lyksborg.

## Historische Gesellschaft Glücksburg
Am 18. November 1987 wurde im Schloss Glücksburg von Nachfahren der herzoglichen Familie und von Helmut Ries die Historische Gesellschaft Glücksburg (HGG) gegründet, die der Pflege der Tradition von Stadt und Schloss Glücksburg dient. Sie befasst sich besonders mit der Geschichte des Schlosses und seiner Bewohner und präsentiert sich der Öffentlichkeit mit Vorträgen und Veranstaltungen im Schloss Glücksburg.

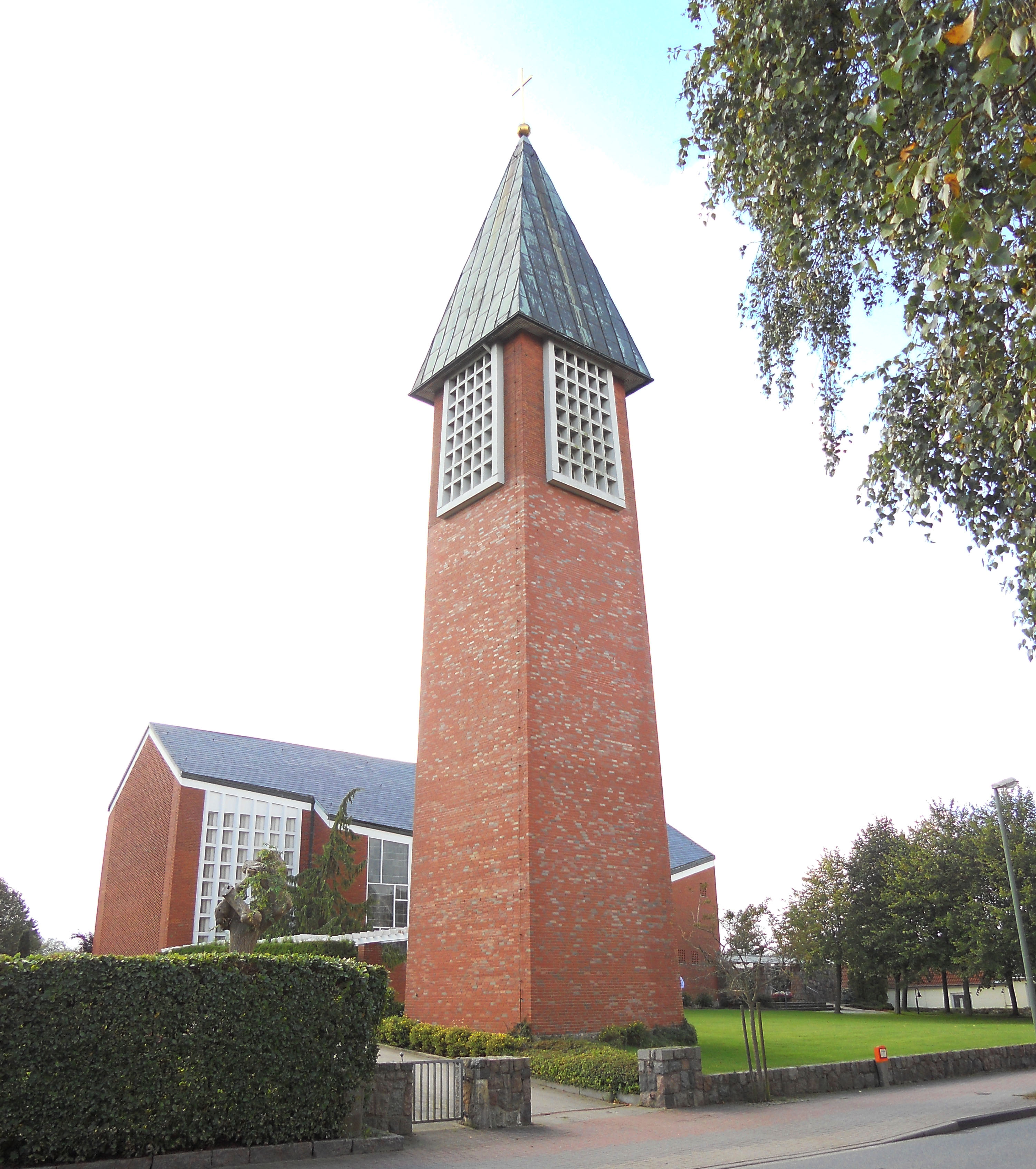
Auferstehungskirche

## Religion
In Glücksburg bestehen evangelische Gemeinden der Evangelisch-Lutherischen Kirche in Norddeutschland und der Dänischen Kirche in Südschleswig. Die deutschsprachige evangelisch-lutherische Kirchengemeinde nutzte bis in die 1960er Jahre die Schlosskapelle des Glücksburger Schlosses. In den Jahren 1963 bis 1965 entstand am Rande des Friedhofes die Auferstehungskirche. Die Dänische Kirche Glücksburg an der Paulinenallee wurde 1954 eingeweiht.
An der Bergstraße befindet sich die katholische Kirche St. Laurentius der Pfarrei St. Marien Schmerzhafte Mutter im Dekanat Flensburg.
Die neuapostolische Kirchengemeinde wurde im Oktober 2006 aus finanziellen Gründen geschlossen und in die Neuapostolische Kirche in Mürwik eingegliedert.

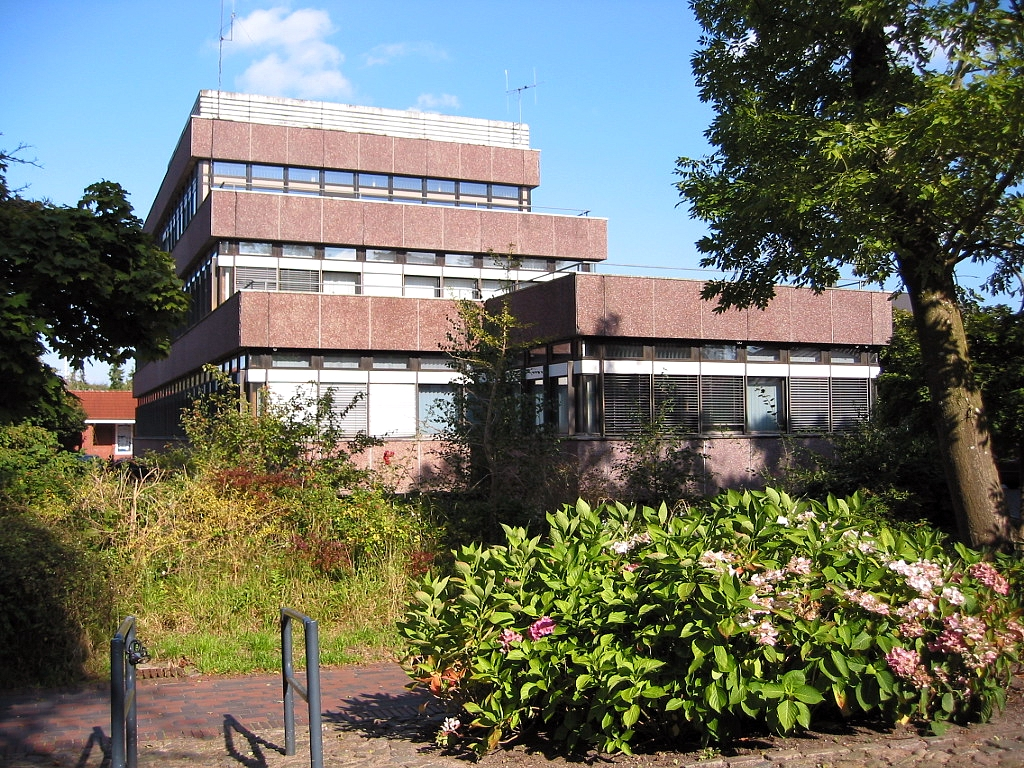
Das ehemalige Rathaus von Glücksburg, 2011 abgerissen

## Politik
Seit dem 1. Januar 2008 bildet Glücksburg eine Verwaltungsgemeinschaft mit der benachbarten, kreisfreien Stadt Flensburg, die die Verwaltungsgeschäfte für Glücksburg mit durchführt, siehe Rathaus (Flensburg). Das Glücksburger Rathaus, bis dahin Sitz der Stadtverwaltung, wurde 2011 abgerissen.
Seit ungefähr 2015 ist Flensburg selbst so stark nachverdichtet, dass dort kein ausreichender neuer Wohnraum mehr geschaffen werden kann. Das Wachstum der Stadt und des Umlandes wird dadurch gehemmt; das heikle Thema einer Eingemeindung Glücksburgs spielt folglich wieder eine Rolle in der Diskussion.

### Stadtvertretung
Die Stadtvertretung ist die kommunale Volksvertretung der Stadt Glücksburg. Über die Zusammensetzung entscheiden die Bürger alle fünf Jahre. Die letzte Kommunalwahl fand am 14. Mai 2023 statt. Diese führte bei einer Wahlbeteiligung von 53,8 % zur unten im Diagramm dargestellten Zusammensetzung der Stadtvertretung.
- CDU: 8
- Grüne: 6
- SPD: 3
- FDP: 2
- SSW: 6

### Bürgermeister
Da die Einwohnerzahl Glücksburgs unter 8000 liegt, musste die Hauptamtlichkeit zwischenzeitlich aufgegeben werden. In der konstituierenden Sitzung der Stadtvertretung 2008 wurde daher eine ehrenamtliche Bürgermeisterin gewählt. Seit 2013 können Gemeinden ab 4000 Einwohner wieder einen hauptamtlichen Bürgermeister wählen. Die Wahl fand 2013 statt. Somit hat Glücksburg seit dem 1. Januar 2014 wieder eine hauptamtliche Bürgermeisterin. Demzufolge wurde durch die Stadtvertretung auch wieder eine Bürgervorsteherin gewählt.
- 1889–1914: Asmus Bunzen (Freikonservative Partei)
- 1914–1919: Curt Fuhrmann
- 1920–1922: Arthur Hardenberg
- 1923–1924: Johannes Krancke
- 1926–1932: Christian Carsten Christiansen
- 1932–1933: Wilhelm Klein (DNVP)
- 1933–1938: Harald Boysen (NSDAP)
- 1938–1945: Carl Brandes (NSDAP)
- 1945–1947: Victor Graf von Reventlow-Criminil (SSW)
- 1947–1950: Kai-Uwe von Hassel (CDU)
- 1950–1960: Philipp Petersen (erst parteilos, dann CDU)
- 1960–1977: Hans Hansen (CDU)
- 1977–2001: Hans-Werner Petersen (erst parteilos, dann CDU)
- 2001–2006: John Witt (parteilos) (1. Direktwahl)
- 2006–2007: Ellen Hackelsperger (ehrenamtliche Bürgermeisterin (CDU))
- 2008–2013: Dagmar Jonas (ehrenamtliche Bürgermeisterin (CDU))
- seit 2014: Kristina Franke (hauptamtliche Bürgermeisterin) (parteilos)

### Bürgervorsteher
- April 1950: Otto Herms
- 1950–1963: Kai-Uwe von Hassel
- 1963–1982: Friedrich Ferdinand Prinz zu Schleswig-Holstein-Sonderburg-Glücksburg
- 1982–1986: Gustav Backen
- 1986–2003: Elke von Hassel
- 2003–2007: Ellen Hackelsperger
- 2014–2018: Dagmar Jonas
- 2018–2019: Christina Kieback
- seit 2019: Gerd Pirschel

### Wappen
Blasonierung: „In Gold ein senkrecht gestellter roter Rost mit dem Griff nach unten.“ Der Rost ist das Attribut des heiligen Laurentius, nach dem die Kirche in Munkbrarup, die älteste Kirche der Region, heißt. Das Symbol erscheint auch im Wappen von Munkbrarup und von Angeln.

### Städtepartnerschaften
- Ærøskøbing (Dänemark) seit 1970
- Göhren (Rügen) seit dem 3. Oktober 1990

### Patenschaften
- Trossschiff Glücksburg der Bundesmarine von 1967 bis zur Außerdienststellung 2001
- Bombardier CRJ900 der Lufthansa CityLine am 31. Juli 2007 getauft auf den Namen „Glücksburg“

## Verkehr

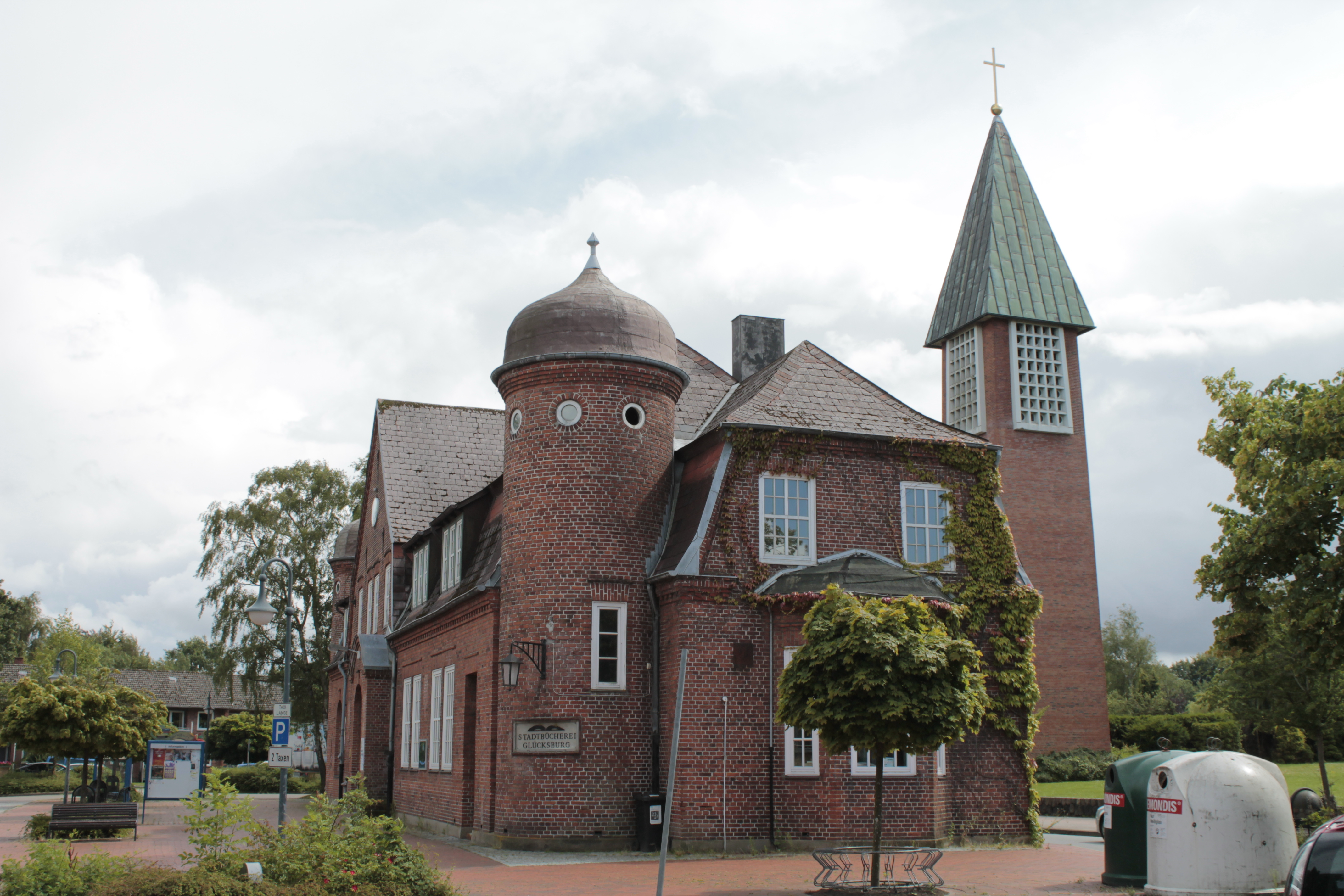
Ehemaliger Kleinbahn-Bahnhof

Es besteht eine halbstündliche Busverbindung nach Flensburg durch die Verkehrsgemeinschaft Schleswig-Flensburg. Die früher bestehende Kleinbahnverbindung zwischen Flensburg, Glücksburg und Kappeln wurde 1952 stillgelegt. Beim Zentrum der Stadt befindet sich der historische ZOB, der frühere Bahnhof der Flensburger Kreisbahn. Heute beheimatet er, neben der Haltestelle für den Busverkehr, die städtische Bücherei. Das eigentliche Zentrum des Ortes befindet sich bei der Rathausstraße, wo einige Geschäfte und ein Supermarkt zu finden sind. Das nächste größere Zentrum befindet sich mit dem Twedter Plack, der vielen Glücksburgern ebenfalls als Einkaufsgelegenheit dient, nicht weit entfernt in Flensburg-Mürwik. Mit der Buslinie 21 ist sowohl der Twedter Plack, wie auch die Flensburger Innenstadt direkt erreichbar.
Glücksburg ist auch an einige Fernradwege angeschlossen, u. a. an den Ostseeküsten-Radweg, der innerhalb des europäischen EuroVelo-Netzes einmal rund um die Ostsee führt.

## Tourismus und Sehenswürdigkeiten

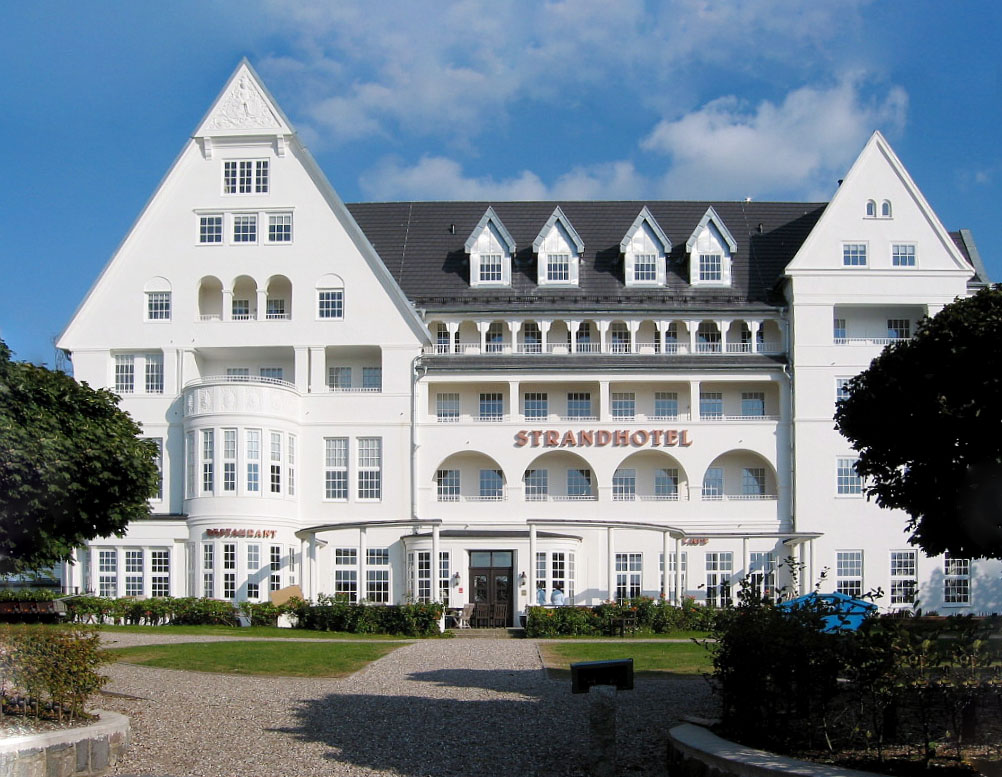
Strandhotel Glücksburg

Rosarium am Schloss

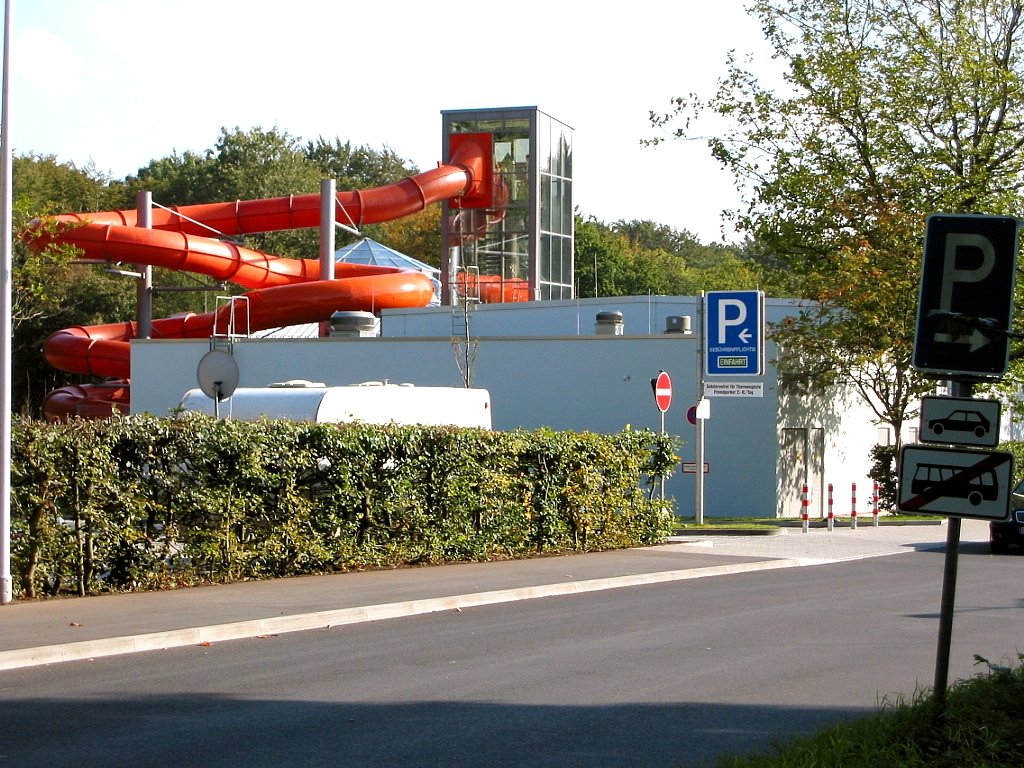
Fördeland-Therme im Stadtteil Sandwig

In der Liste der Kulturdenkmale in Glücksburg (Ostsee) stehen die in der Denkmalliste des Landes Schleswig-Holstein eingetragenen Kulturdenkmale.
Der Tourismus in Glücksburg hat eine wesentliche Bedeutung für die örtliche Wirtschaft. Heute gibt es in Glücksburg mehrere Hotels in allen Kategorien sowie zahlreiche Pensionen, Ferienwohnungen und Campingplätze. Die Zahl der Übernachtungen lag im Jahr 2005 bei gut 250.000. Schon 1872 wurde im Stadtteil Sandwig ein Ostsee-Strandbad eingerichtet. Auch sonst finden sich noch heute in der Umgebung hervorragende, teils recht einsame Badestrände, beispielsweise Solitüde, oder der einsame Naturstrand bei Quellental. Der kostenpflichtige Strand von Drei bei Holnis ist bei Badegästen und Kitesurfern besonders beliebt.

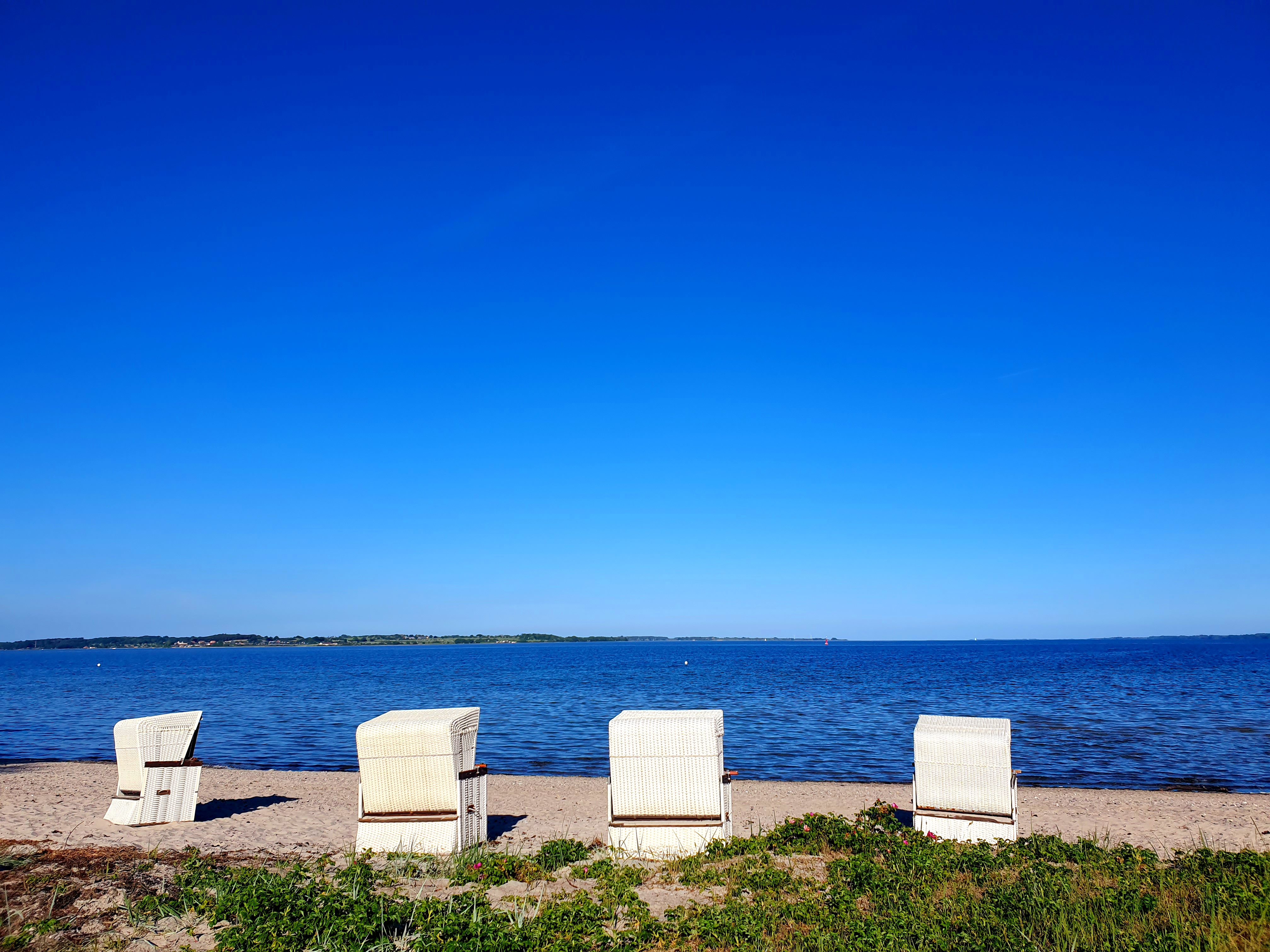
Der Sandstrand von Holnis-Drei an der Außenförde

Das Strandhotel Glücksburg, das 1872 gebaute „Weiße Schloss am Meer“ in Sandwig, war nach dem Krieg Tbc-Heilanstalt der LVA Schleswig-Holstein, von 1956 bis 1996 ein Mütter- und Säuglingsheim (Matthias-Claudius-Heim)
Ein Ausflugsziel ist Quellental nicht nur wegen seines Naturstrandes. Dort ist die Hanseatische Yachtschule beheimatet. Die größte und älteste Yachtschule Deutschlands liegt als nördliche der beiden Schulen des Deutschen Hochseesportverbands Hansa e. V. an der Flensburger Förde. Im gleichen Hafen ist auch der Flensburger Segel-Club (FSC) beheimatet. Am Rande vom Quellental liegt zudem das öffentliche Menke-Planetarium, das von der Flensburger Fachhochschule betrieben wird.
Zudem befindet sich rund um Glücksburg eines der größten Waldgebiete Schleswig-Holsteins. Am Rand des Glücksburger Waldes existiert seit November 2009 ein Waldmuseum. Im März 2007 wurde die Fördeland-Therme, ein neues Erlebnisbad und Wellnesszentrum, als Ersatz für das 1971 fertiggestellte Meerwasserwellenbad eröffnet, das in seiner neuen Form ohne Wellenbad seit einigen Jahren mit dem Campusbad auf dem Campus der Flensburger Fachhochschule und der Europa-Universität Flensburg konkurrieren muss.
Das Schloss Glücksburg ist ein historisches Wasserschloss. Das pittoreske Ausflugsziel wurde zweimal als Briefmarkenmotiv gewählt. Der Bau der Spätrenaissance gehört heute einer Stiftung. Es wurde 1582 unter Herzog Johann von Schleswig-Holstein-Sonderburg erbaut. In einem ehemaligen Teil des Schlossparks wurde 1991 das Rosarium Glücksburg eröffnet, das auf etwa einem Hektar Fläche über 500 Rosensorten beherbergt, darunter vorwiegend historische Sorten und Deutschlands größte Sammlung Englischer Rosen. Etwas weiter entfernt vom Schloss steht zudem die Turmruine Erlkron, die aus Steinen der ehemaligen Duburg entstand.
Unweit des Schlosses befindet sich in der Schlossallee 5 eine Friedenseiche. Sie wurde 1871 in Erinnerung an den Deutsch-Französischen Krieg gepflanzt.
Seit 1996 besteht das Projekt Lyksborg Historiske Værksted der örtlichen dänischen Schule. Direkt neben der Schule wird an der Nachbildung eines Eisenzeitdorfes gearbeitet. Das Tourismuskonzept verweist des Weiteren gerne auf das benachbarte Mürwik, wie auch auf Flensburg im Allgemeinen.

## Regelmäßige Veranstaltungen
- Ostseeman Triathlon (seit 2002)
- Glücksburger Strandmeile (jährliches Fest, 2002 bis 2012)
- Glücksburger Fördelauf (seit 1987)
- Konzerte des Schleswig-Holstein Musik Festival
- Rosenfest im Rosarium mit Kür der Glücksburger Rosenkönigin und Rosenprinzessin (seit 2005 immer am letzten Juni-Wochenende)
- DLRG-Fördecrossing im Juli
- Weihnachtsmarkt im Schlosshof (immer am ersten Adventswochenende)

## Sprache
In Glücksburg wird heute primär Hochdeutsch, daneben auch Niederdeutsch und Dänisch gesprochen. Für die dänische Minderheit wurden ein dänischer Kindergarten, eine dänische Schule sowie eine dänische Kirche eingerichtet.

## Bildung

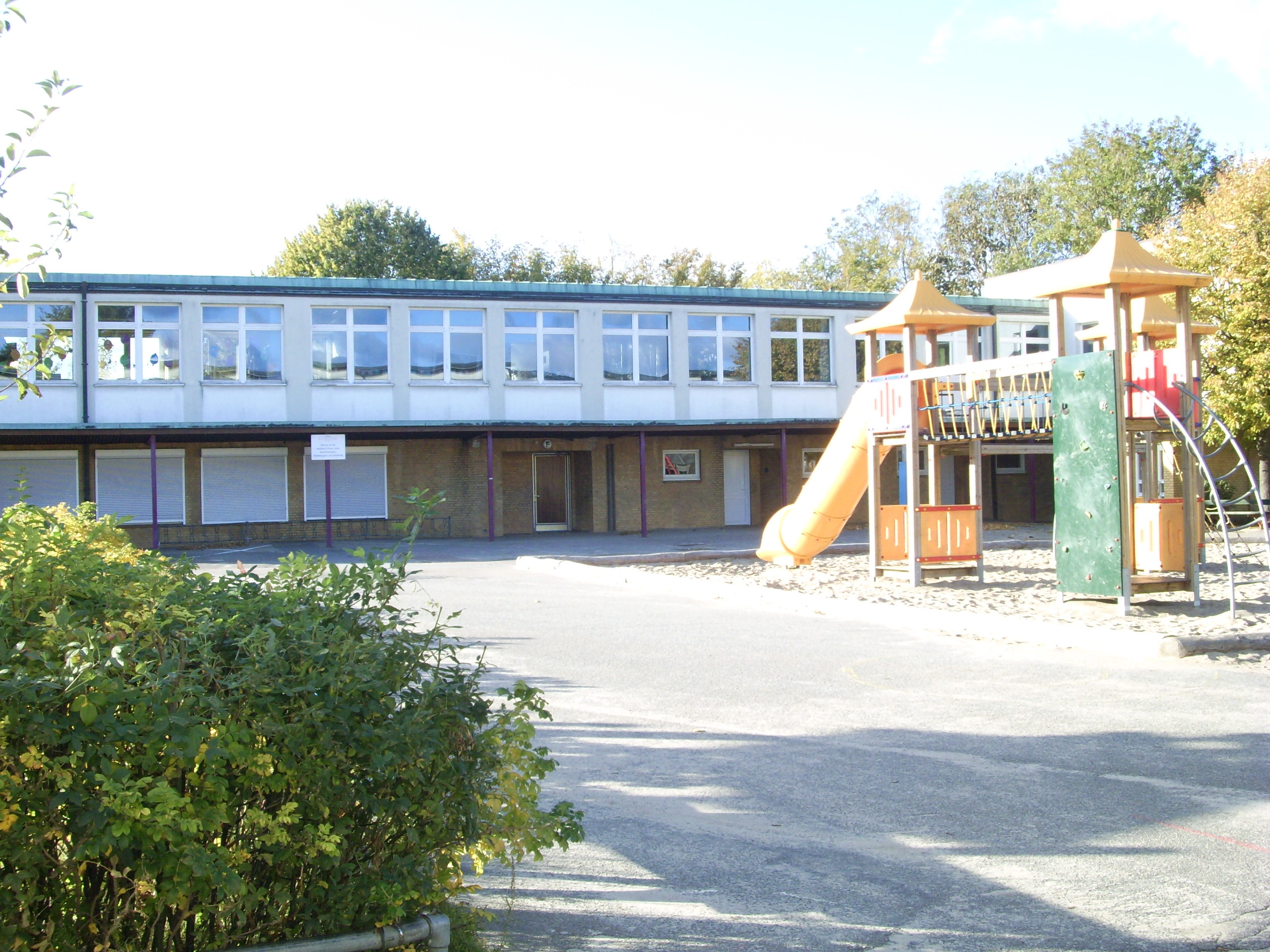
Die Schule am Kegelberg

Die Schule am Kegelberg (vgl. Kegelberg (Glücksburg)#Bebauung) ist Grund- und Förderschule der Stadt. Bis Ende der Neunziger war dort auch eine Hauptschule ansässig, die jedoch wegen zu geringer Schülerzahl geschlossen wurde. Die dänische Minderheit unterhält die sechsklassige Lyksborg Skole, in der Gorch-Fock-Straße. Ferner existiert eine Volkshochschule in Glücksburg.
Des Weiteren gibt es in Glücksburg insgesamt vier Kindergärten – drei deutschsprachige, davon einen evangelischen, sowie einen dänischen.
Der evangelische Kindergarten befindet sich, genau wie der dänischsprachige, in der Glücksburger Petersenallee, während der ADS-Kindergarten der Stadt auf dem Bremsberg seinen Sitz hat (ADS=Arbeitsgemeinschaft Deutsches Schleswig). Der DRK-Kindergarten befindet sich seit 2020 im Ortsteil Ulstrupfeld.
Die kleine Stadtbücherei Glücksburgs wird durch die Leihverkehrs- und Ergänzungsbibliothek in Flensburg unterstützt.

## Sport

### Sporteinrichtungen

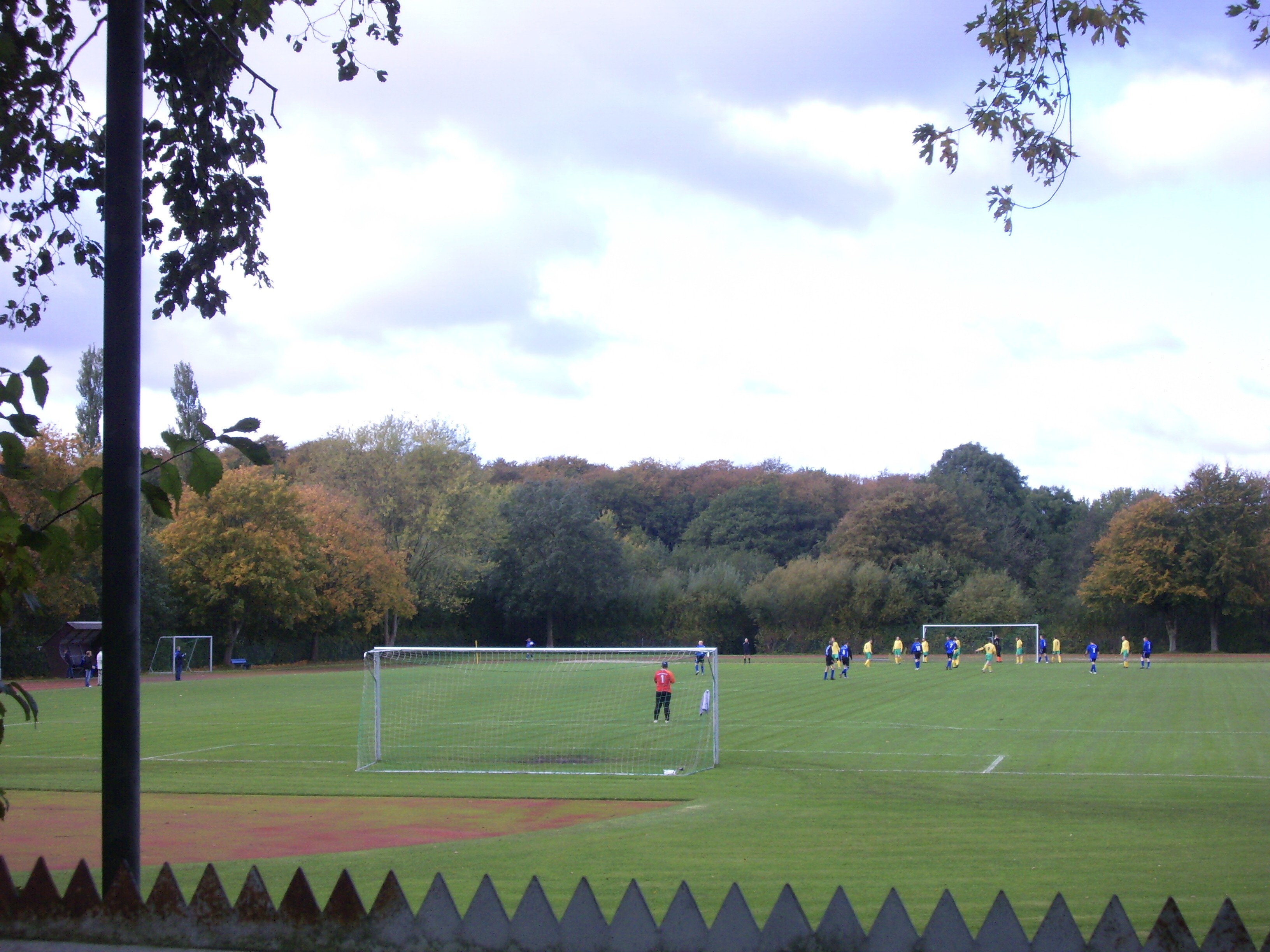
Schwennau-Arena (Glücksburger Sportplatz, 2009)

Glücksburg unterhält einen Sportplatz am Ortseingang, der zu einem kleinen Stadion ausgebaut wurde und als eine der schönsten Anlagen im Kreis Schleswig-Flensburg gilt. 2015 erhielt das kleine Stadion den Namen „Schwennau-Arena“. Neben dem kleinen Stadion existiert ein weiträumiger Grandplatz für die Fußballabteilung als Trainingsgelände, der 1982 erbaut wurde. 1983 wurde auf einem angrenzenden ehemaligen Fußballplatz eine moderne Mehrzweckhalle eingeweiht, die den Namen Rudehalle trägt. Einige Sparten nutzen die Turn- und Sporthalle der örtlichen Grundschule. Ein Wahrzeichen des Vereins ist die Alte Turnhalle, die in den 1920er Jahren erbaut wurde und noch heute genutzt wird.

### TSV Glücksburg 09
Der Turn- und Sportverein Glücksburg 09 e. V. feierte 2009 sein hundertjähriges Bestehen. Im Volksmund wird der Verein auch NullNeun genannt.
Glücksburg 09 unterhält die Sparten Fußball, Leichtathletik, Handball,
Gymnastik und Turnen, Karate, Badminton, Volleyball.
Die Handballabteilung verzeichnete in den 1980er und 1990er Jahren große Erfolge, nicht zuletzt unter der Spielgemeinschaft mit dem Nachbarverein TSV Munkbrarup. Die damalige SG Glücksburg-Munkbrarup schaffte es bis in die Handball-Regionalliga. Glücksburg 09 ist auch für seine gute Jugendarbeit im Handballbereich bekannt und konnte sogar Juniorennationalspieler hervorbringen. Nicht minder erfolgreich ist die Leichtathletik-Sparte des Vereins, die besonders im Juniorenbereich über zahlreiche Mitglieder verfügt.
Deutschlands Sportart Nummer 1, der Fußball, tut sich in Glücksburg traditionell schwer. Es konnte nur selten gelingen, alle Jugendklassen zu besetzen oder im Herrenbereich über die Kreisliga hinauszukommen. Inzwischen hat sich die kurzfristig erfolgreiche erste Mannschaft aufgelöst. Die Fußballabteilung befand sich zwei Jahre lang komplett in der SG Nordangeln, einem Zusammenschluss von insgesamt fünf Sportvereinen. Seit 2011 gibt es wieder eine eigenständige Herrenabteilung, während die jugendlichen Glücksburger aktuell in dem Vereinszusammenschluss Nordangeln Kickers spielen. In den 1950er Jahren existierte parallel zum TSV der FC Glücksburg, der sich aber nach ein paar Jahren wieder auflöste. Aus der Jugendabteilung von Glücksburg 09 ging der spätere Fußballprofi Heiko Petersen hervor. Jan Holpert begann bei „NullNeun“ mit dem Handballspielen.

## Bundeswehr
In den letzten Kriegstagen gehörte die Kasernenanlage des Ortsteils Meierwik zum Sonderbereich Mürwik. In den 1950er Jahren wurde die Kaserne von Meierwik von der Bundeswehr bezogen, hier befand sich seitdem der Standort des Flottenkommandos der Marine. Von hier aus wurde damit jahrelang die gesamte deutsche Flotte operativ und administrativ geführt.
Im Zuge der Neuausrichtung der Bundeswehr wurde das Flottenkommando Glücksburg am 30. September 2012 aufgelöst. Das Marinekommando befindet sich seither in Rostock; in der Kaserne Meierwik verblieb aber die Außenstelle Glücksburg des Marinekommandos (Maritime Operations Center). 2024 wurde entschieden, den Standort nicht, wie zunächst geplant, mittelfristig zugunsten von Rostock aufzugeben, sondern den Marinebunker in Meierwik weiterhin als Ausweichquartier zu nutzen.
Zum Standort Flensburg-Glücksburg gehören neben Meierwik auch die verbliebenen militärischen Anlagen des Stützpunktes Flensburg-Mürwik.

## Persönlichkeiten

### Ehrenbürger
- 1914: Asmus Bunzen
- 1918: Christian Schmid
- 1922: Siegmund Satz
- 1924: Georg Nicolaus Kruse
- 1963: Kai-Uwe von Hassel
- 1982: Friedrich Ferdinand Prinz zu Schleswig-Holstein-Sonderburg-Glücksburg

### Persönlichkeiten aus Glücksburg
- Sophie Hedwig von Schleswig-Holstein-Sonderburg-Glücksburg (1630–1652), holsteinische Prinzessin, designierte Herzogin von Sachsen-Zeitz
- Carl von Binzer (1824–1902), Maler
- Andreas Ernst (1861–1929), Maurermeister und Bauunternehmer
- Sophus Hansen (1871–1959), Maler
- Kai-Uwe von Hassel (1913–1997), Politiker (CDU), war unter anderem Glücksburger Bürgermeister, Ministerpräsident Schleswig-Holsteins, Bundesminister Bundestagspräsident
- Wolfgang Heibges (1922–2005), Fregattenkapitän a. D. und Kommandant des U-Bootes U 999 (1944)
- Horst-Helmut Wind (1927–2009), deutscher Marineoffizier, zuletzt Flottillenadmiral der Bundesmarine
- Hans Hansen (1926–2007), (Sportfunktionär), Präsident des Deutschen Sportbundes (DSB) 1986–1994
- Gui Bonsiepe (* 1934), Designer und Designtheoretiker
- Wolfgang Konrad (* 1941), Violinist, Erfinder und Projektentwickler
- Karlheinz Thimm (1954–2021), Sozialpädagoge und Professor für Soziale Arbeit an der Evangelischen Hochschule Berlin
- Heiko Petersen (* 1980), Fußballspieler

### Persönlichkeiten, die in Glücksburg gewirkt haben
- Otto Heinrich Engel (1866–1949), Maler
- Gerty Molzen (1906–1990 in Glücksburg), Schauspielerin, Kabarettistin
- Helmut Ries (1920–2009), Arzt, Buchautor, Gründer der Historischen Gesellschaft Glücksburg
- Asta Vorsteher (1921–2006), Weberin und Malerin